# Парламентарни избори у Србији 2012.
Избори за народне посланике Републике Србије 2012. су одржани 6. маја 2012. Истог дана, одржани су и председнички избори, избори за посланике скупштине Војводине, односно локални избори у оним општинама и градовима где одборницима истиче мандат, али не и на територији Косова и Метохије, чиме су бирачи по први пут после 1992. године излазили на опште изборе.

## Расписивање и рокови
Дана 13. марта 2012. године, тадашњи председник Србије Борис Тадић је расписао парламентарне изборе.
Били су то девети избори за народне посланике од успостављања вишестраначког система, осми од када се избор посланика врши по пропорционалном Д`Онтовом систему, тек трећи редовни (одржано је шест ванредних парламентарних избора) и трећи од када је Србија поново постала самостална суверена држава 2006. године.
Рокови у вези са уставним и законским активностима су били следећи:
- Предаја изборних листа - до 21. априла
- Објављивање збирне листе од стране Републичке изборне комисије - до 26. априла
- Објављивање коначних резултата - до 10. маја
- Конституисање новог сазива Народне скупштине Републике Србије - до 9. јуна
- Избор нове Владе Републике Србије - до 8. септембра[5]

## Прописи
На овим изборима, изборне листе које су се кандидовале, морале су да прикупе најмање 10.000 бирачких потписа, да би њихова кандидатура била прихваћена од стране Републичке изборне комисије (РИК).
Посланички мандати су се распоређивали Д’Онтовим системом највећих количника. Да би добиле мандате у Скупштини, изборне листе су морале да пређу и цензус од 5%, осим листа националних мањина, за које је важио природни цензус.
Изборна тишина је трајала од 4. до 6. маја у 20 часова, када су бирачка места затворена.

## Проглашене листе
Изборне листе су одштампане на гласачким листићима оним редом којим су проглашене.

### Изборне листе
| #  | Назив | Назив | Назив | Први на листи      | Главна идеологија          | Политичка позиција        |
| -- | ----- | --- | --- | ------------------ | -------------------------- | ------------------------- |
| 1  |       | - Избор за бољи живот – Борис Тадић - ДС, СДПС, ЛСВ, ЗС, ДСХВ, ДХСС                                                            | - Избор за бољи живот – Борис Тадић - ДС, СДПС, ЛСВ, ЗС, ДСХВ, ДХСС                                                            | Драган Ђилас       | Социјални либерализам      | Од центра до левог центра |
| 2  |       | - Српска радикална странка – др Војислав Шешељ - СРС                                                                           | - Српска радикална странка – др Војислав Шешељ - СРС                                                                           | Војислав Шешељ     | Ултранационализам          | Крајња десница            |
| 3  |       | - Уједињени региони Србије – Млађан Динкић - Г17+, ЗЗШ, НС                                                                     | - Уједињени региони Србије – Млађан Динкић - Г17+, ЗЗШ, НС                                                                     | Млађан Динкић      | Либерални конзервативизам  | Десни центар              |
| 4  |       | - Чедомир Јовановић – Преокрет - ЛДП, СПО, СДУ, БС, ВП, БДСС, ЗЕП, СБС, АСНС                                                   | - Чедомир Јовановић – Преокрет - ЛДП, СПО, СДУ, БС, ВП, БДСС, ЗЕП, СБС, АСНС                                                   | Чедомир Јовановић  | Либерализам                | Центар                    |
| 5  |       | - Покренимо Србију – Томислав Николић - СНС, НС, ПС, ПСС–БК, НСС, БНС, ДПМ, РП, АМСППС, ПППС, ПВУ, УИС                         | - Покренимо Србију – Томислав Николић - СНС, НС, ПС, ПСС–БК, НСС, БНС, ДПМ, РП, АМСППС, ПППС, ПВУ, УИС                         | Томислав Николић   | Популизам                  | Велики шатор              |
| 6  |       | - Демократска странка Србије – Војислав Коштуница - ДСС                                                                        | - Демократска странка Србије – Војислав Коштуница - ДСС                                                                        | Војислав Коштуница | Национални конзервативизам | Десница                   |
| 7  |       | - Ивица Дачић – Социјалистичка партија Србије - Партија уједињених пензионера Србије - Јединствена Србија - СПС, ПУПС, ЈС, ПСВ | - Ивица Дачић – Социјалистичка партија Србије - Партија уједињених пензионера Србије - Јединствена Србија - СПС, ПУПС, ЈС, ПСВ | Ивица Дачић        | Популизам                  | Велики шатор              |
| 8  |       | - Двери за живот Србије - Двери                                                                                                | - Двери за живот Србије - Двери                                                                                                | Брнаимир Нешић     | Хришћанска десница         | Крајња десница            |
| 9  |       | листа националне мањине | - Савез војвођанских Мађара – Иштван Пастор - VMSZ/СВМ                                                                         | Балинт Пастор      | Мађарска мањинска права    | Десни центар              |
| 10 |       | - Реформистичка странка – Проф. др Милан Вишњић - РС                                                                           | - Реформистичка странка – Проф. др Милан Вишњић - РС                                                                           | Александар Вишњић  | Реформизам                 | Центар                    |
| 11 |       | листа националне мањине | - Странка демократске акције Санџака – др Сулејман Угљанин - СДАС                                                              | Ифета Радончић     | Бошњачка мањинска права    | Десница                   |
| 12 |       | - Покрет радника и сељака - ПРС                                                                                                | - Покрет радника и сељака - ПРС                                                                                                | Зоран Драгишић     | Лабуризам                  | Левица                    |
| 13 |       | - Социјалдемократски савез – Небојша Лековић - СДС                                                                             | - Социјалдемократски савез – Небојша Лековић - СДС                                                                             | Небојша Лековић    | Социјалдемократија         | Леви центар               |
| 14 |       | листа националне мањине | - Све заједно - БДЗ, ГСМ, ДЗХ, ДЗВМ, Словачка странка – Емир Елфић - БДЗ, ДЗХ, VMDK/ДЗВМ, ГСМ, СП                              | Емир Елфић         | Мањинска права             | Мањинска права            |
| 15 |       | листа националне мањине | - Коалиција Албанаца Прешевске долине - PVD/ПДД и партнери                                                                     | Риза Халими        | Албанска мањинска права    | Албанска мањинска права   |
| 16 |       | листа националне мањине | - Црногорска партија – Ненад Стевовић - ЦП                                                                                     | Ненад Стевовић     | Црногорска мањинска права  | Црногорска мањинска права |
| 17 |       | - Комунистичка партија – Јосип Броз - КП                                                                                       | - Комунистичка партија – Јосип Броз - КП                                                                                       | Јошка Броз         | Титоизам                   | Крајња левица             |
| 18 |       | - Ниједан од понуђених одговора - НОПО                                                                                         | - Ниједан од понуђених одговора - НОПО                                                                                         | Никола Тулимировић | Директна демократија       | Центар                    |

1. Избор за бољи живот – Борис Тадић
Демократска странка је на претходне парламентарне изборе изашла у коалицији "За европску Србију", која је постала највећа групација у новом сазиву парламента, а дала је и највећи број министара у нови кабинет. Коалиција се у међувремену де факто распала, па је ДС најавио да ће на нове изборе изаћи у коалицији са Социјалдемократском партијом Србије, Лигом социјалдемократа Војводине, Демократским савезом Хрвата, Зеленим Србије и Демохришћанском странком Србије. Предизборни слоган коалиције је „За бољи живот- Борис Тадић“. Иако је најавио кандидатуру за реизбор на месту градоначелника Београда, носилац листе је Драган Ђилас, а за њим је, на другом месту, Ружица Ђинђић. Републичка изборна комисија је прогласила ову листу 18. марта.
2. Српска радикална странка – др Војислав Шешељ
Српска радикална странка је на изборе изашла самостално, али без одређених високих функционера на изборној листи. Републичка изборна комисија је прогласила ову листу 19. марта.
3. Уједињени региони Србије – Млађан Динкић
Уједињени региони Србије су коалиција, коју су основали чланица коалиције „За европску Србију"- Г17+, Заједно за Шумадију, Народна партија, покрет Живим за Крајину, Коалиција за Пирот и Буњевачка партија. Њихов кандидат за председника владе је био Млађан Динкић.. Републичка изборна комисија је прогласила ову листу 19. марта.
4. Чедомир Јовановић – Преокрет
Коалицију „Преокрет“ чиниле Либерално-демократска партија, Српски покрет обнове, Социјалдемократска унија и Богата Србија. Две веће странке ове коалиције у изборну трку су ушле са различитих позиција- ЛДП је на републичком нивоу била опозициона странка, док је СПО био део коалиције „За европску Србију“, са четири посланика и једним министром. Унутар самог Српског покрета обнове, дошло је до сукоба, када су се одређени чланови успротивили уласку у „Преокрет“, због наводног напуштања изворне идеологије СПО-а. Подршку коалицији дале су и неке мањинске странке, као и Асоцијација слободних и независних синдиката. Републичка изборна комисија је прогласила ову листу 19. марта.
5. Покренимо Србију – Томислав Николић
После политичког разлаза Војислава Шешеља и Томислава Николића, посланици СРС-а који су пришли Николићу основали су заједно са њим посланички клуб „Напред Србијо“. Српска напредна странка је формирана неколико месеци после парламентарних избора 2008. године, одвајањем великог броја чланова Српске радикалне странке, на челу са Николићем. Крњи СРС је инсистирао на праву да задржи све мандате освојене на изборима, које је званично оспорено, тако да је СНС остао у скупштини све до окончања њеног мандата. Коалицију чине Српска напредна странка, Нова Србија, Покрет снага Србије, Покрет социјалиста, Бошњачка народна странка, Ромска партија, Народна сељачка странка, Демократска партија Македонаца, Асоцијација малих и средњих предузећа и предузетника Србије, Покрет влашког уједињења, Покрет привредни препород Србије и Удружење избеглица у Србији. Најављено је да ће Јоргованка Табаковић бити њихов кандидат за премијера. Републичка изборна комисија је прогласила ову листу 20. марта.
6. Демократска странка Србије – Војислав Коштуница
Демократска странка Србије је на изборе изашла самостално.. Републичка изборна комисија је прогласила ову листу 21. марта.
7. Ивица Дачић – СПС-ПУПС-ЈС
Потпуно исто као и на претходним изборима, Социјалистичка партија Србије, Партија уједињених пензионера Србије и Јединствена Србија су потписали коалициони споразум. Према њему, СПС је имала 142 кандидата за народне посланике, ПУПС 68, а ЈС 40. Такође, како је раније најављено лидер СПС-а, Ивица Дачић је био заједнички кандидат на истовремено одржаним председничким изборима. Републичка изборна комисија је прогласила ову листу 22. марта.
8. Двери за живот Србије
Невладина организација "Двери" је предала изборну листу РИК-у 27. марта. Према покрету, листу је потписима подржао 15.351 грађанин. РИК је листу прогласио 28. марта.
9. Савез војвођанских Мађара – Иштван Пастор
Прва мањинска листа која се пријавила за изборе јесте „Савез војвођанских Мађара“ (VAJDASÁGI MAGYAR SZÖVETSÉG), чији је носилац био Иштван Пастор. Они су предали 12.191 валидан потпис, па је 30. марта РИК прогласио ову листу.
10. Реформистичка странка – Проф. др Милан Вишњић
Реформистичка странка је локална странка из Ниша и изашла је други пут на изборе (први пут су изашли 2008). Носилац листе је Милан Вишњић, син председника странке Александра Вишњића. Републичка изборна комисија је прогласила ову листу 4. априла.
11. Странка демократске акције Санџака – др. Сулејман Угљанин
СДАС је друга мањинска листа после СВМ-а, као представник Бошњака из Рашке. Носилац листе је био лидер СДАС-а Сулејман Угљанин. Републичка изборна комисија је прогласила ову листу 12. априла.
12. Покрет радника и сељака
ПРС је група грађана која је била предвођена проф.др. Зораном Драгишићем. Републичка изборна комисија је прогласила ову листу 15. априла.
13. Социјалдемократски савез – Небојша Лековић
СДС је тринаеста листа која се пријавила РИК-у. Носилац листе је Небојша Лековић. Републичка изборна комисија је прогласила ову листу 19. априла.
14. Све заједно - БДЗ, ГСМ, ДЗХ, ДЗВМ, Словачка странка – Емир Елфић
Ово је трећа мањинска листа, која је учествовала на овим изборима и представила се као широка коалиција бошњачких, мађарских, хрватских и словачких мањинских странака. Коалицију су чинили Бошњачка демократска заједница, Грађански савез Мађара Војводине, Демократска заједница Хрвата, Демократска заједница војвођанских Мађара и Словачка странка и носилац листе је председник БДЗ-а Емир Елфић. Републичка изборна комисија је прогласила ову листу 19. априла.
15. Коалиција „Албанаца прешевске долине“
Једину албанску изборну листу, Републичка изборна комисија је прогласила 22. априла.
16. Црногорска партија – Ненад Стевовић
Једина црногорска мањинска листа, проглашена је на седници Републичке изборне комисије 24. априла.
17. Комунистичка партија – Јосип Броз
Партија коју води унук бившег председника Југославије, Јосипа Броза Тита, Јошка Броз, 20. априла није доставила неопходан број потписа за кандидатуру. После четири дана, достављена су неопходна 1594 потписа, па је Републичка изборна комисија 24. априла прогласила ову листу.
18. Странка „Ниједан од понуђених одговора“
Листа НОПО је имала статус мањинске листе која заступа интересе Влашке националне заједнице. Пошто је 20. априла поднела недовољан број потписа, ови недостаци су отклоњени, па је 24. априла Републичка изборна комисија прогласила је ову листу.

## Анкете
| Агенција                                                   | Датум        | Број испитаника | ДС    | СРС   | ДСС   | СПС   | ЛДП  | УРН       | СНС   | Остали | Предност |  |  |  |
| ---------------------------------------------------------- | ------------ | --------------- | ----- | ----- | ----- | ----- | ---- | --------- | ----- | ------ | -------- |  |  |  |
| Агенција                                                   | Датум        | Број испитаника |       |       |       |       |      |           |       |        |          |  |  |  |
| избори 2012.                                               | 6 мај 12     | N/A             | 22,07 | 4,62  | 6,99  | 14,51 | 6,53 | 5,51      | 24,05 | 15,72  | 1,98     |  |  |  |
|                                                            |              |                 |       |       |       |       |      |           |       |        |          |  |  |  |
| Faktor Plus                                                | 14–22 апр    | 1.084           | 28,3  | 5,5   | 5,7   | 11,8  | 6,2  | 3,3       | 33,5  | 5,7    | 5,2      |  |  |  |
| IRI                                                        | 8–9 апр      | 1.400           | 24    | 5     | 8     | 12    | 8    | 8         | 27    | 8      | 3        |  |  |  |
| Faktor Plus                                                | 2–8 апр      | 1.160           | 29,4  | 5,7   | 5,5   | 11,6  | 6,3  | 3,5       | 33,4  | 4,6    | 4        |  |  |  |
| eizbori.com                                                | 2–5 апр      | 1.000           | 27,1  | 7,9   | 6,6   | 13,3  | 7,9  | 6,1       | 27,1  | 4      | -        |  |  |  |
| Faktor Plus                                                | 18–25 мар    | 1.184           | 29,1  | 5,8   | 5,8   | 11,1  | 6,4  | 3,8       | 33,2  | 4,8    | 4,1      |  |  |  |
| Partner Consulting Архивирано на веб-сајту (5. април 2016) | 5–15 мар     | 1.400           | 31,7  | 5,3   | 5     | 12,6  | -    | 1,9       | 35,5  | 8      | 3,8      |  |  |  |
| Faktor Plus                                                | 5–15 феб     | 1.200           | 28,2  | 7     | 5,6   | 7,1   | 6    | 3         | 30,6  | 12,5   | 2,4      |  |  |  |
| Partner Consulting                                         | 3–13 феб     | 1.400           | 25,8  | 5,3   | 4,4   | 10,1  | 5,8  | 2,1       | 33    | 13.5   | 7.2      |  |  |  |
| NSPM                                                       | 25 дец–5 јан | 1.200           | 25    | 6,5   | 7,5   | 11,2  | 6,3  | 4,0       | 28,9  | 10,6   | 3,9      |  |  |  |
| 2012                                                       |              |                 |       |       |       |       |      |           |       |        |          |  |  |  |
| Faktor Plus                                                | 19–27 дец    | 1.200           | 26,7  | 7,1   | 5,4   | 7,1   | 5,8  | 3,2       | 32,8  | 11,9   | 6,1      |  |  |  |
| NSPM                                                       | 11 нов       | 1.200           | 27    | 7,1   | 7,1   | 8,3   | 6,6  | 3,2       | 28,5  | 12,2   | 1,5      |  |  |  |
| VIP                                                        | 18 окт       | 1.000           | 25    | 8     | 5     | 7     | 5    | -         | 36    | 14     | 11       |  |  |  |
| IFIMES International Institute                             | 1–25 јун     | 1.614           | 23,3  | 6,9   | 7,8   | 5,4   | 7,1  | 1,8       | 42,9  | 4,8    | 19,6     |  |  |  |
| IFIMES International Institute                             | 1–25 мар     | 1.711           | 24,3  | 7,7   | 7,1   | 5,5   | 8,3  | 1,4       | 41,8  | 3,9    | 17,5     |  |  |  |
| Danas                                                      | 9 мар        | 1.198           | 24    | 8     | 6     | 7     | 8,5  | 2,2       | 36    | 8,3    | 12       |  |  |  |
| 2011                                                       |              |                 |       |       |       |       |      |           |       |        |          |  |  |  |
| CeSid                                                      | 3–10 сеп     | 1.800           | 29    | 6     | 7     | 10    | 5    | 3         | 29    | 11     | -        |  |  |  |
| IRI                                                        | 4–10 авг     | 1.053           | 29,2  | 6,5   | 6     | 5,7   | 7,4  | 2,2       | 33,4  | 9,6    | 4,2      |  |  |  |
| Danas                                                      | 1 јул        | -               | 33    | 5,3   | 4,5   | 5,5   | 6,4  | 2         | 31    | 12,3   | 2        |  |  |  |
| TNS Medium Gallup                                          | 28 јан–2 феб | 1.200           | 30,6  | 8,3   | 6,2   | 6,7   | 4,3  | 3         | 29,9  | 11     | 0,7      |  |  |  |
| 2010                                                       |              |                 |       |       |       |       |      |           |       |        |          |  |  |  |
| CeSid                                                      | 1–10 дец     | 5.000           | 28    | 7     | 7     | 7     | 5    | 2         | 27    | 17     | 1        |  |  |  |
| Strategic Marketing                                        | 12 сеп       | 1.500           | 35,1  | 9,7   | 6,7   | 4,4   | 4,7  | 0,5       | 31    | 7,9    | 4,1      |  |  |  |
| Danas Архивирано на веб-сајту (14. новембар 2018)          | 18 јул       | -               | 33    | 9     | 7     | 5     | 4.5  | 1         | 35    | 5,5    | 2        |  |  |  |
| IRI                                                        | 9 апр        | 2.458           | 36,8  | 10,3  | 6,4   | 5,1   | 8    | 1,4       | 24,7  | 7,3    | 12,1     |  |  |  |
| Politicum Agency                                           | 9 феб        | 1.200           | 40,1  | 8,4   | 9,7   | 5,3   | 6,9  | 2,5       | 17,1  | 9,4    | 23       |  |  |  |
| Strategic Marketing                                        | 7 феб        | -               | 39,5  | 13,6  | 6,8   | 5,2   | 8,7  | (с ДС-ом) | 19,4  | 6,8    | 20,1     |  |  |  |
| 2009                                                       |              |                 |       |       |       |       |      |           |       |        |          |  |  |  |
| Strategic Marketing                                        | 6 нов        | -               | 40    | 10    | 10    | -     | 6    | -         | 20    | 14     | 20       |  |  |  |
| CeSid                                                      | 18–28 окт    | 4.718           | 39,3  | 6,9   | 8,6   | 6,7   | 6,7  | (с ДС-ом) | 23,8  | 8      | 15,5     |  |  |  |
| TNS Medium Gallup                                          | 20–25 окт    | 1.020           | 38,8  | 10,8  | 7,9   | 5,7   | 3,9  | 5,2       | 22,6  | 5,1    | 6,2      |  |  |  |
| Press Online                                               | 15–22 окт    | 1.038           | 31,2  | 7,1   | 6,4   | 4     | 5,9  | 2,5       | 24    | 16,1   | 7,2      |  |  |  |
| Strategic Marketing                                        | 9 окт        | -               | 28,9  | 7,2   | 4,6   | 5,2   | 3,4  | 1,6       | 21    | 28,1   | 7,9      |  |  |  |
| Strategic Marketing                                        | 4 сеп        | -               | 41    | 32    | 13    | 4     | 7    | (с ДС-ом) | -     | 3      | 9        |  |  |  |
| Strategic Marketing                                        | 22–24 мај    | 1.086           | 39,8  | 29,2  | 9,5   | 5,8   | 5,2  | 2,6       | -     | 7,9    | 10,6     |  |  |  |
|                                                            |              |                 |       |       |       |       |      |           |       |        |          |  |  |  |
| избори 2008.                                               | 11 мај 08    | N/A             | 38,42 | 29,46 | 11,62 | 7,58  | 5,24 | (с ДС-ом) | -     | 7,68   | 8,96     |  |  |  |
|                                                            |              |                 |       |       |       |       |      |           |       |        |          |  |  |  |

## Резултати
Званични резултати које је саопштила Републичка изборна комисија:
|                                      |                                      |           |        |         |      |
| Странка. коалиција или група грађана | Странка. коалиција или група грађана | Гласови   | %      | Мандати | +/–  |
|                                      | Покренимо Србију                     | 940.659   | 25,16  | 73      | +43  |
|                                      | Избор за бољи живот                  | 863.294   | 23,09  | 67      | -3   |
|                                      | СПС-ПУПС-ЈС                          | 567.689   | 15,18  | 44      | +24  |
|                                      | Демократска странка Србије           | 273.532   | 7,32   | 21      | 0    |
|                                      | Преокрет                             | 255.546   | 6,83   | 19      | +2   |
|                                      | Уједињени региони Србије             | 215.666   | 5,77   | 16      | –8   |
|                                      | Српска радикална странка             | 180.558   | 4,84   | 0       | -77  |
|                                      | Двери за живот Србије                | 169.590   | 4,54   | 0       | нова |
|                                      | Савез војвођанских Мађара            | 68.323    | 1,83   | 5       | +1   |
|                                      | Покрет радника и сељака              | 57.199    | 1,53   | 0       | нова |
|                                      | Комунистичка партија - Јосип Броз    | 28.977    | 0,77   | 0       | нова |
|                                      | Странка демократске акције Санџака   | 27.708    | 0,74   | 2       | +1   |
|                                      | Све заједно                          | 24.993    | 0,67   | 1       | +1   |
|                                      | Ниједан од понуђених одговора        | 22.905    | 0,61   | 1       | нова |
|                                      | Социјалдемократски савез             | 16.572    | 0,44   | 0       | нова |
|                                      | Коалиција Албанаца Прешевске долине  | 13.384    | 0,36   | 1       | 0    |
|                                      | Реформистичка странка                | 8.867     | 0,24   | 0       | 0    |
|                                      | Црногорска партија                   | 3.855     | 0,10   | 0       | 0    |
| Укупно                               | Укупно                               | 3.739.317 | 100,00 | 250     | 0    |
|                                      |                                      |           |        |         |      |
| Важећи гласови                       | Важећи гласови                       | 3.739.317 | 95,63  |         |      |
| Неважећи гласови                     | Неважећи гласови                     | 170.995   | 4,37   |         |      |
| Укупни гласови                       | Укупни гласови                       | 3.910.312 | 100,00 |         |      |
| Регистровани бирачи/излазност        | Регистровани бирачи/излазност        | 6.770.013 | 57,76  |         |      |
| Извори: Републичка изборна комисија  |                                      |           |        |         |      |

## Оптужбе о изборној крађи
Српска напредна странка оптужила је Демократску странку да је „брутално покрала изборе“, заменивши оригиналне листиће другим листићима. Томислав Николић, тадашњи председник странке, показао је новинарима око 3.000 гласачких листића, који су по његовим тврдњама бачени у контејнер и замењени другим листићима. Николић је одбио да саопшти где су спорни листићи пронађени.
Републичко јавно тужилаштво наложило је проверу навода Српске напредне странке и аутентичности листића које су показали. Међутим, према речима портпарола Републичког јавног тужилаштва, Томе Зорића, представници Српске напредне странке су одбили да доставе полицији на увид тражене листиће и материјал.
Тадашњи министар животне средине Оливер Дулић написао је на свом твитер профилу да је врећа са листићима које је показао Томислав Николић украдена у Зајечару, и да ју је украо члан Српске напредне странке. СНС је ово демантовала, наводећи да су листићи из једног места у Војводини.
Сумњу у регуларност избора су изразили и Савез војвођанских Мађара и покрет Двери. Председник Уједињених региона Србије, Млађан Динкић, изразио је сумњу регуларност локалних избора у Суботици, Новом Саду и Свилајнцу. Војислав Коштуница, председник Демократске странке Србије, заложио се да независна комисија поново преброји све гласове.
Председник Социјалистичке партије Србије и Министар унутрашњих послова Ивица Дачић изјавио је да не верује да је поред великог броја посматрача могло доћи до организоване изборне крађе и да не треба подизати тензије пред други круг председничких избора. Председник Либерално-демократске партије Чедомир Јовановић је такође изјавио да нема доказа да је било организоване изборне крађе и позвао Томислава Николића да прихвати резултате извора.
Драган Тодоровић, тадашњи потпредседник Српске радикалне странке, изјавио је да су посматрачи његове странке пријавили нерегуларности само на једном бирачком месту те да без валидних доказа неће тражити поништавање избора, додавши: „Када тврдите да је било крађе на изборима, морате да наведете место, људе, конкретне податке и то увек знате чим се деси, не треба вам четири дана да схватите да вам је неко нешто украо“.
Дана 10. маја неколико стотина демонстраната и припадника покрета Двери српске предвођени председничким кандидатом Владаном Глишићем су у Београду протестовали шетњом до Храма Светог Саве. Наредног дана Двери су организовале исте протесте у Новом Саду.
Дана 11. маја представници и демонстранти опозиционих група и СНП 1389 окупирали су седиште општине Нови Београд и затражили поштене изборе. Полиција је у вече успела да разбежи демонстранте и одблокира објекат.
Потпредседник ДСС-а Милош Алигрудић рекао је да је од тренутка када су страначки представници открили да на једном бирачком месту у Кучеву недостаје врећа са гласачким листићима кренула опструкција РИК-а. „Опструкција је била скандалозна и катастрофална и она иде на то да се не може изјавити ваљани приговор и да нам се ни физички не дозвољава, одбијањем комуникације, да уопште у том смеру реагујемо“, рекао је он новинарима испред седишта РИК-а.
У Врању након обављене контроле дела изборног материјала, представници Нове Србије и СРС тврде да је неко украо 9 џакова са листићима. Председник Градског одбора НС у Врању Радослав Лале Мојсиловић каже да су прегледали материјал са 14 бирачких места и да на тим местима покрадено 12 гласова Нове Србије и 11 Српске радикалне странке.

## Формирање владе
После двоипомесечних преговора владу Србије су формирали коалиција око Српске напредне странке, СПС-ПУПС-ЈС и Уједињени региони Србије, којима су се придружили Социјалдемократска партија Србије и још неколико представника мањина. За премијера је изабран лидер социјалиста Ивица Дачић, који на Видовдан добио мандат за састав владе од председника републике Томислава Николића а ступио је на функцију 27. јула. За председника Народне скупштине је изабран Небојша Стефановић из редова СНС-а.